# Анна Крамер
Aнна Соломон Крамер-Бехар е художничка, специализирана в графиката, най-много в техниката „суха игла“. Металните ѝ гравюри са изпълнени със светлина и оптимизъм и тънък графичен език, посветени предимно на пейзажа. 

## Биография
Анна Крамер, родена като Aнна Соломон Крамер, е родена на 15 август 1889 г. в Полша, град Хороденка (днес град Городенка, от 1939 г. в състава на Украйна). Следва графика във Виена и живопис в Париж (1924 – 1927 г.). Във виена тя учи при проф. Християн Лудвиг Мартин и проф. Жермон в Париж. Под влиянието на проф. Мартин младата студентка започва да посещава представления и концерти и да рисува от натура. Тъй като осветлението не е естествено, тя залага на своя усет към натурата и композицията. След това става позната на по-старите софиянци с това, че е постоянен посетител на концертите в зала „България“, където винаги рисува музикантите от натура. Има специфичен стил, в който всичко е посветено на движението, динамиката, първото и свежо усещане за натурата и нейното многообразие.
Нейни самостоятелни изложби се състоят в София през 1936 г., 1945 г., 1972 г., и посмъртно – през 1979 г. Нейни творби се съхраняват в колекции в НХГ и редица галерии. Участва в колективните изложби на СБХ.
Анна Крамер е еврейка, която идва в България и се посвещава на изкуството. Получава името Бехар след като се омъжва за доктор Бехар. Майка е на две дъщери, пианистки – Еми и Юлика Бехар.
Анна Крамер е и една от първите майстори на модерния екслибрис в България. 
Умира на 25 септември 1976 г. в град София.
В нейна памет Петър Чуховски създава книгата „Анна Крамер“, която представя монографичен очерк с 54 нейни репродукции. Книгата е издадена през 1973 г. от издателство „Български художник“.